# Minfeng
Cette page contient des caractères spéciaux ou non latins. S’ils s’affichent mal (▯, ?, etc.), consultez la page d’aide Unicode.
Minfeng (chinois : 民丰 ; pinyin : Mínfēng) et la Nouvelle Niya sont des appellations courantes du bourg de Niya (尼雅镇, níyā zhèn ; ouïghour : نىيا / Niye), lequel est une ville-oasis de la région autonome du Xinjiang en Chine. Elle est le chef-lieu du xian de Minfeng, qui dépend lui-même de la préfecture de Hotan.
C'est une ville-oasis située entre Hotan (Hetian) et Cherchen (Qiemo) sur la branche de la route de la soie, qui contournait le désert du Taklamakan par le sud.

## Galerie

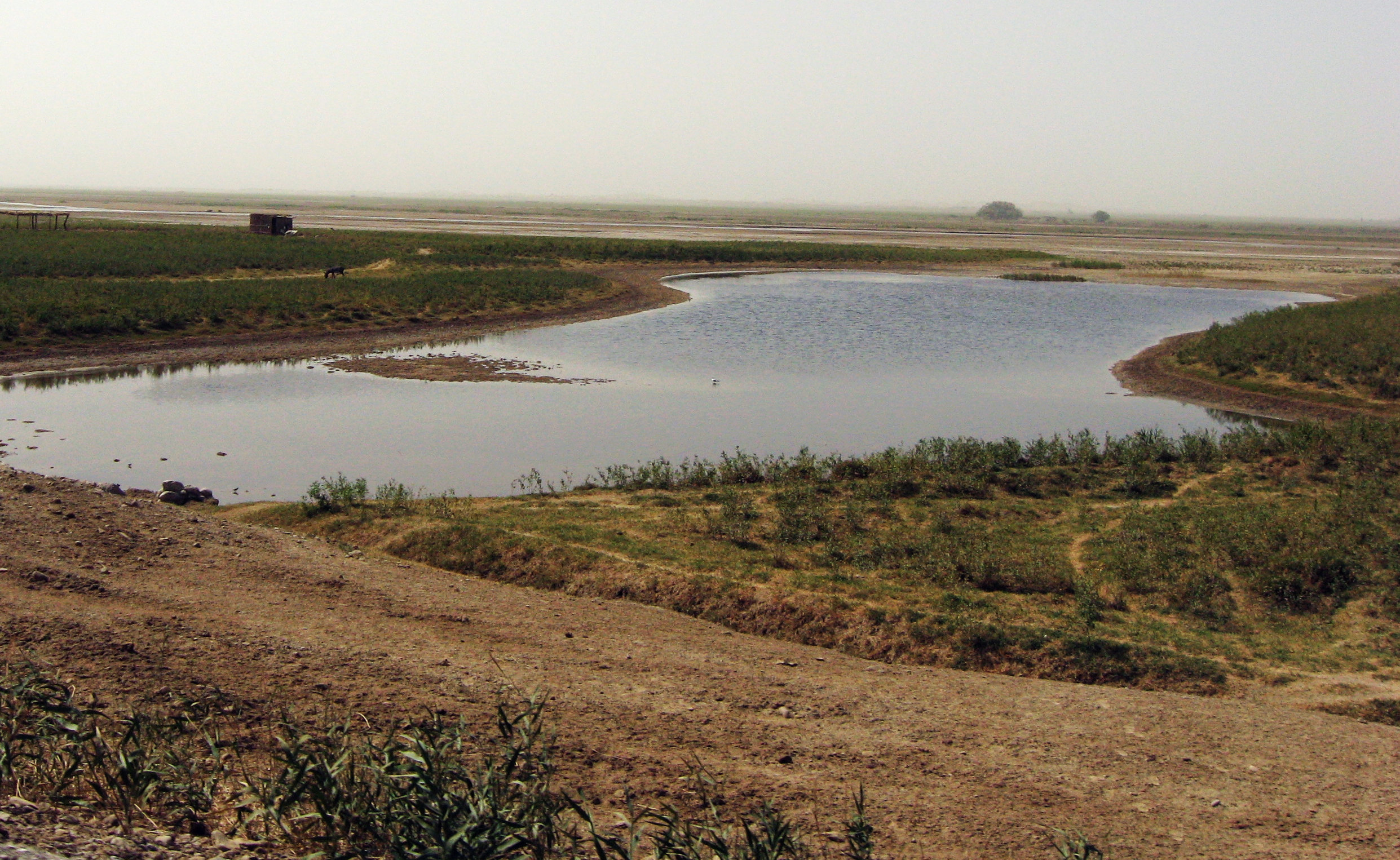
paysage et étang dans le comté.
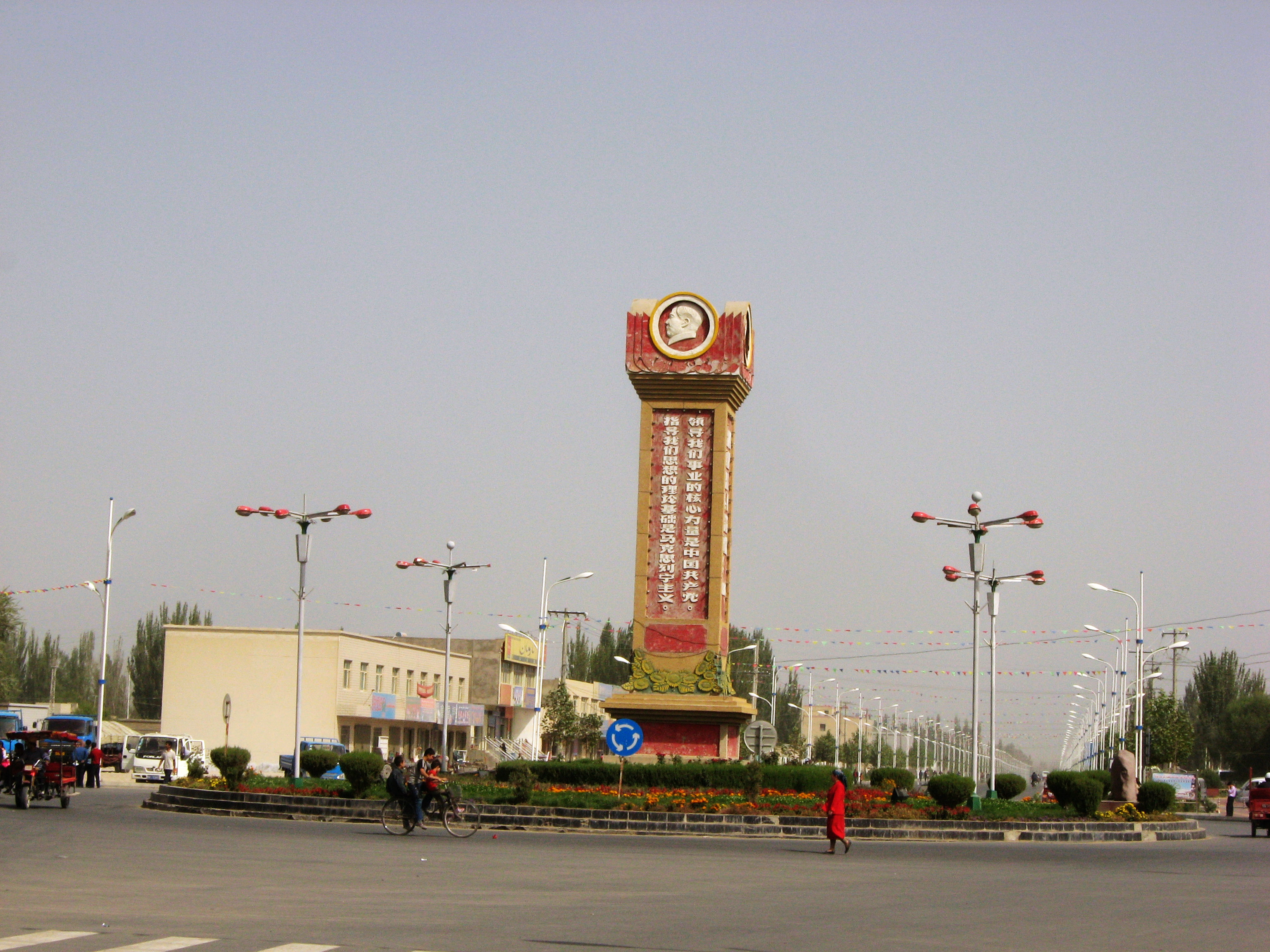
Avenue principale et Monument citant Mao